# 椰菜娃娃
椰菜娃娃（Cabbage Patch Kids）是美國Coleco Industries生产的布娃娃，該公司於1982年首次推出椰菜娃娃。 椰菜娃娃還有一些諸如儿童服装、床上用品、婴儿服装、唱片和棋類遊戲等衍生品。